# Straßenbahn Düsseldorf
Die Straßenbahn Düsseldorf ist ein Bestandteil des öffentlichen Personennahverkehrs in der nordrhein-westfälischen Landeshauptstadt Düsseldorf. Die heute verkehrenden sieben Linien werden von der Rheinbahn betrieben. Sie stellen neben dem Bussystem, der Stadtbahn und der S-Bahn den vierten Verkehrsträger und gehören wie diese zum Verkehrsverbund Rhein-Ruhr.

## Geschichte

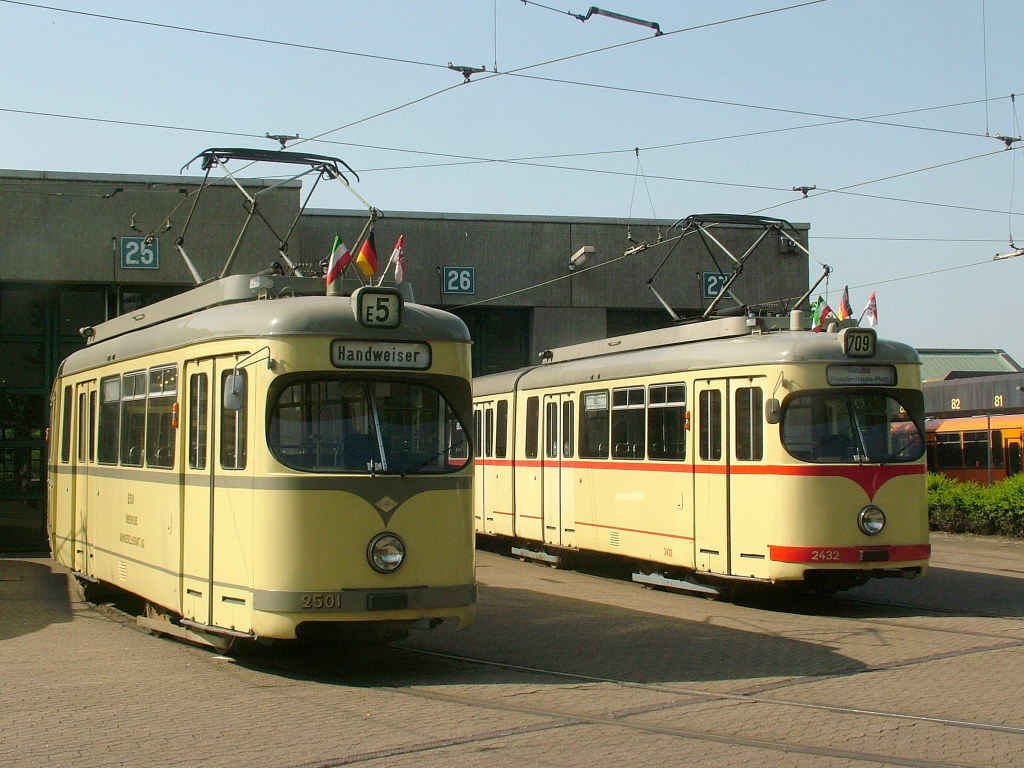
Straßenbahnwagen 2501 und 2432 (Typ GT6)

Die Geschichte der Düsseldorfer Straßenbahn reicht zurück bis ins Jahr 1876. Seit dieser Zeit hat sich das System von einer Pferdebahn in der Anfangszeit zu der heute bekannten Straßenbahn entwickelt. Teile des durch die Straßenbahn betriebenen Netzes wurden seit den 1970er Jahren zu einer Stadtbahn umgebaut. Die Gleise verfügen über eine Spurweite von 1435 Millimetern (Normalspur).
In den Anfangsjahren wurden die Pferdebahn und die Straßenbahn in Düsseldorf von verschiedenen Unternehmen betrieben. Die erste Strecke der Rheinischen Bahngesellschaft war die Schnellbahn Düsseldorf–Krefeld, genannt K-Bahn, die am 15. Dezember 1898 eröffnet wurde. In den Jahren 1899 und 1900 eröffnete die Düsseldorf-Duisburger Kleinbahn die Straßenbahnstrecke von Düsseldorf nach Duisburg. Am 1. April 1938 wurde die Düsseldorf-Duisburger Kleinbahn aufgelöst und von der Duisburger Straßenbahnen und der Rheinbahn übernommen. Das Benrather Netz wurde durch die Bergische Kleinbahn betrieben und am 1. Oktober 1911 von der Stadt Düsseldorf aufgekauft und an die Rheinbahn verpachtet. Im Dezember 1921 erfolgte schließlich der Zusammenschluss der Düsseldorfer Straßenbahn mit der Rheinbahn, die heute die Straßenbahn und die Stadtbahn Düsseldorf betreibt. Am 1. April 1937 kaufte die Rheinbahn auch die Kreis Mettmanner Straßenbahn.
Am 7. August 1971 stellten die Stadtwerke Neuss ihre letzte Straßenbahnlinie 1 ein und die Rheinbahn übernahm die von der Linie 16 befahrene Strecke in Neuss sowie alle verbliebenen vier- und sechsachsigen Fahrzeuge.

## Betrieb

### Aktuelles Straßenbahnnetz
Mit der Eröffnung der Wehrhahn-Linie am 20. Februar 2016 ist es zu umfangreichen Linienwegsänderungen gekommen. Seitdem verkehren nur noch sieben Straßenbahnlinien. Drei Linien (703, 712, 713), sowie der Abschnitt Karolingerplatz–Benrath der bisherigen Linie 701 gingen in das Stadtbahnnetz über.
Die Linie 701 verkehrte seitdem ab Karolingerplatz auf dem Linienweg der vorherigen Linie 706 nach Am Steinberg, die Linie 706 übernahm dafür ab Graf-Adolf-Platz auf den Linienwegen der vorherigen Linien 704 und 708 nach Hamm, die Linie 704 verkehrt dafür ab Hauptbahnhof auf dem bisherigen Linienweg der vorherigen Linie 707 zur Universität, die Linie 707 ab Hauptbahnhof auf den Linienwegen der vorherigen Linien 708 und 719 zum Medienhafen. Auf der Linie 708, die ursprünglich eingestellt werden sollte, gibt es auf Wunsch der Politik einen Probebetrieb für zunächst ein Jahr, ab Hauptbahnhof verkehrt sie dann zum Polizeipräsidium. Die Linie 715 erhielt die neue Liniennummer 705, die Linie 719 wurde in die Linie 709 integriert und verdichtet das Angebot in der Hauptverkehrszeit zwischen Staufenplatz und Südfriedhof zu einem 5-Minuten-Takt.
Die Haltestelle Jan-Wellem-Platz wurde in Schadowstraße umbenannt, ab hier verkehren die Linien 701, 705 und 706 direkt zur Berliner Allee statt durch die Altstadt. Die Verlängerung der Linie 701 zum PSD Bank Dome wurde am 7. Januar 2018 in Betrieb genommen. Die Streckenlänge des Straßenbahnnetzes wird im Geschäftsbericht 2020 der Rheinbahn mit 56,8 km angegeben.
Die letzten größeren Änderungen fanden zum Fahrplanwechsel am 7. Januar 2024 statt. Seitdem verläuft die Linie 701 nicht mehr nach Am Steinberg sondern zur Vennhauser Allee in Eller. Den entfallenden Abschnitt übernehmen die Bahnen der Linie 705. Die Bahnen der Linie 704 fahren auch sonn- und feiertags nur bis Universität Nord/Christophstraße. Dafür verkehren die Stadtbahnen der Linie U79 auch sonn- und feiertags bis Universität Ost/Botanischer Garten
| Linie | Linienweg / Takt / Anmerkungen |
| ----- | --- |
| 701   | D-Rath, DOME/Am Hülserhof1 – PSD Bank Dome – Wahlerstr./JVA – D-Rath 2 – D-Rath Mitte – Mörsenbroich, Heinrichstraße 3 – Derendorf – Derendorf, Rather Straße/Hochschule HSD – Pempelfort, Dreieck4 – Venloer Str. – Nordstraße – Pempelfort, Sternstraße – Stadtmitte, Schadowstraße – Steinstraße – Stadtmitte, Berliner Allee4 – D-Friedrichstadt, Helmholtzstraße – Sonnenstraße (Friedrichstadt ) – Oberbilk, Kruppstraße – D-Oberbilk – Lierenfeld, Schlesische Straße – D-Eller Mitte – Eller, Vennhauser Allee 5 Betrieb im Standardtakt der Düsseldorfer Straßenbahnen; weitere Haltestellen nur im Abschnitt 2–5, aber alle Umsteigehaltestellen sind aufgeführt. |
| E 701 | D-Rath, DOME/Am Hülserhof1 – PSD Bank Dome – Wahlerstr./JVA – Rath – Rath Mitte – Mörsenbroich, Heinrichstraße – Derendorf – Derendorf, Rather Str./Hochschule HSD – Pempelfort, Dreieck2 → Venloer Straße → Nordstraße ← Marienhospital – Pempelfort, Sternstraße Verkehrt nur bei Veranstaltungen im PSD Bank Dome in dichter Taktfolge. Weitere Haltestellen nur zwischen 1 und 2, aber alle Umsteigehaltestellen sind aufgeführt. |
| 704   | Derendorf, Merziger Straße1 – Rather Straße/Hochschule HSD – St. Vinzenz-Krankenhaus – Pempelfort, Stockkampstraße – Pempelforter Straße – Stadtmitte, Worringer Platz – Hauptbahnhof – Friedrichstadt, Helmholtzstraße – Morsestraße – Bilk, Karolingerplatz – Uni-Kliniken 2 – Universität Nord/Christophstraße Betrieb im Standardtakt der Düsseldorfer Straßenbahnen; weitere Haltestellen nur im Abschnitt 1–2, aber alle Umsteigehaltestellen sind aufgeführt. |
| 705   | D-Unterrath 1 – Unterrath, Eckenerstraße – Großmarkt – Johannstraße – Derendorf, Spichernplatz2 – Pempelfort, Dreieck3 – Venloer Str. – Nordstraße – Pempelfort, Sternstraße – Stadtmitte, Schadowstraße – Steinstraße – Stadtmitte, Berliner Allee5 – Friedrichstadt, Corneliusstraße – Morsestraße – Bilk, Karolingerplatz 6 – Kopernikusstraße → Am Steinberg ← Moorenstraße ← Merowingerplatz ← Bilk, Merowingerstraße7 Betrieb im Standardtakt der Düsseldorfer Straßenbahnen; Abschnitt 1–2 wird nur Mo–Fr 6–20 Uhr alle 20 min bedient; weitere Haltestellen nur in den Abschnitten 1–3 und 4–5, aber alle Umsteigehaltestellen sind aufgeführt. |
| 706   | D-Hamm 1 – Hammer Dorfstraße – Hemmersbachweg – Franziusstraße – Unterbilk, Bilker Kirche – Unterbilk, Stadttor – Landtag/Kniebrücke – Graf-Adolf-Platz 2 – Stadtmitte, Berliner Allee – Steinstraße – Stadtmitte, Schadowstraße – Pempelfort, Sternstraße – Marienhospital – Pempelfort, Stockkampstraße3 – D-Zoo – Düsseltal, Brehmplatz – Lindemannstraße – Flingern-Nord, Lindenstraße – D-Flingern – Flingern-Süd, Kettwiger Straße – Oberbilker Markt/Warschauer Straße – Flügelstraße – Kruppstraße – D-Volksgarten – Bilk, Kopernikusstraße4 → Am Steinberg ← Moorenstraße ← Merowingerplatz ← Bilk, Merowingerstraße Betrieb im Standardtakt der Düsseldorfer Straßenbahnen; weitere Haltestellen nur in den Abschnitten 1–2 und 3–4, aber alle Umsteigehaltestellen sind aufgeführt.                                                                             |
| 707   | D-Unterrath 1 – Unterrath, Eckenerstraße – Großmarkt – Johannstraße – Derendorf, Spichernplatz – Pempelfort, Dreieck2 ← Venloer Straße – Marienhospital – Pempelfort, Schloss Jägerhof – Stadtmitte, Jacobistraße3 (Pempelforter Straße , 200 m) – Stadtmitte, Charlottenstraße/Oststraße – Hauptbahnhof – Friedrichstadt, Helmholtzstraße – Morsestraße – Bilker Allee/Friedrichstraße (D-Bilk , 200–300 m) – Unterbilk, Bilker Kirche – Franziusstraße – Speditionstraße – Medienhafen, Kesselstraße4 Betrieb im Standardtakt der Düsseldorfer Straßenbahnen; weitere Haltestellen nur in den Abschnitten 1–2 und 3–4, aber alle Umsteigehaltestellen sind aufgeführt. |
| 708   | Mörsenbroich, Heinrichstraße – Düsseltal, Hansaplatz – Grunerstraße – Brehmplatz – Düsseltal, Schillerplatz – Uhlandstraße – Flingern-Nord, Birkenstraße – Stadtmitte, Worringer Platz – Hauptbahnhof – Stresemannplatz – Stadtmitte, Berliner Allee – Graf-Adolf-Platz – Poststraße – Landtag/Kniebrücke – Unterbilk, Polizeipräsidium Mo–Sa 6–21 Uhr alle 20 min, Mo–Sa 21–0 Uhr und So alle 30 min; keine weiteren Haltestellen |
| 709   | Gerresheim, Krankenhaus 1 – Auf der Hardt/LVR-Klinikum – Staufenplatz 2 – Schlüterstraße/Arbeitsagentur – Flingern – Flingern-Nord, Birkenstraße – Stadtmitte, Worringer Platz – Düsseldorf Hbf – Stadtmitte, Berliner Allee3 – Graf-Adolf-Platz – Landtag/Kniebrücke – Unterbilk, Stadttor – Unterbilk, Bilker Kirche – D-Völklinger Straße 4 – Südfriedhof5 – Düsseldorf, Josef-Kardinal-Frings-Brücke – Neuss, Rheinpark-Center Süd – Neuss Stadthalle/Museum6 – Neuss, Markt – Neuss Hbf – Neuss, Theodor-Heuss-Platz7 Betrieb im Standardtakt der Düsseldorfer Straßenbahnen mit folgenden Abweichungen: während der HVZ im Abschnitt 2–5 alle 5 min; Sa 10–20 Uhr im Abschnitt 1–6 alle 10 min und Abschnitt 6–7 kein Betrieb; Mo–So ab 21 Uhr Abschnitt 6–7 alle 30 min; weitere Haltestellen in allen Abschnitten, aber alle Umsteigehaltestellen sind aufgeführt. |

### Strecken mit besonderem Bahnkörper
Folgende Strecken auf dem Düsseldorfer Stadtgebiet besitzen einen besonderen Bahnkörper:
| Strecke    | Strecke                                              | Linien      | Bemerkung                                                                       |
| ---------- | ---------------------------------------------------- | ----------- | ------------------------------------------------------------------------------- |
| in Betrieb | DOME/Am Hülserhof – Rath                             | 701         |                                                                                 |
| in Betrieb | Nordstraße – Sternstraße                             | 701 705     |                                                                                 |
| in Betrieb | Sternstraße – Berliner Allee                         | 701 705 706 |                                                                                 |
| in Betrieb | Berliner Allee – Luisenstraße                        | 701 705     |                                                                                 |
| in Betrieb | Luisenstraße – Färberstraße                          | 705         |                                                                                 |
| in Betrieb | Auf'm Hennekamp – Universität Nord/Christophstraße   | 704         | Wird auch von den Stadtbahnlinien U 72 und U 73 genutzt                         |
| in Betrieb | Oberbilk – Schlesische Straße                        | 701         |                                                                                 |
| in Betrieb | Auf'm Hennekamp – Volksgarten                        | 706         |                                                                                 |
| in Betrieb | Kettwiger Straße – Lindemannstraße                   | 706         |                                                                                 |
| in Betrieb | Schumannstraße – Brehmplatz                          | 706         |                                                                                 |
| in Betrieb | Graf-Adolf-Platz – Landtag/Kniebrücke                | 706 708 709 |                                                                                 |
| in Betrieb | Landtag/Kniebrücke – Bilker Kirche                   | 706 709     |                                                                                 |
| in Betrieb | Franziusstraße – Hammer Dorfstraße                   | 706         |                                                                                 |
| in Betrieb | Franziusstraße – Medienhafen, Kesselstraße           | 707         |                                                                                 |
| in Betrieb | Heinrichstraße – Hansaplatz                          | 708         | Wird auch von der Stadtbahnlinie U 71 genutzt                                   |
| in Betrieb | Gerresheim Krankenhaus – Auf der Hardt/LVR-Klinikum  | 709         | Wird auch von der Stadtbahnlinie U 83 genutzt                                   |
| in Betrieb | Georg-Schulhoff-Platz – Josef-Kardinal-Frings-Brücke | 709         | Besonderer Bahnkörper geht auf Neusser Stadtgebiet weiter bis Stadthalle/Museum |

## Fahrzeuge
| Typ                        | Baujahr              | Fahrzeug- nummer                                            | Bauform    | Türart            | Anzeigen                                                     | Einsatz (Linie)              | Bemerkungen |
| -------------------------- | -------------------- | ----------------------------------------------------------- | ---------- | ----------------- | ------------------------------------------------------------ | ---------------------------- | --- |
| NF6                        | 1996–1999            | 2101–2148                                                   | Niederflur | Schwenkschiebetür | Matrixanzeigen                                               | 701, 704, 705, 706, 708, 709 | erster niederfluriger Straßenbahnfahrzeugtyp der Rheinbahn |
| NF8                        | 2003                 | 2201–2215                                                   | Niederflur | Schwenkschiebetür | Matrixanzeigen                                               | 701, 706, 707                | kleinere Fahrzeuggattung zum NF10, 8-Achser |
| NF10                       | 2000–2002            | 2001–2036                                                   | Niederflur | Schwenkschiebetür | Matrixanzeigen                                               | 701, 707, 709                | größere Fahrzeuggattung zum NF8, 10-Achser |
| NF8U                       | 2006–2007, 2010–2012 | 3301–3315, 3316–3376                                        | Niederflur | Schwenkschiebetür | Wagen 3301–3315 Matrixanzeigen, Wagen 3316–3376 LED-Anzeigen | 704, 705, 706, 708, 709      | zweite Bauserie verfügt über neue Linienwegmonitore in Form von LED-Anzeigen. Videoüberwachung und Ticketautomaten. seit 2016 hauptsächlich auf der Wehrhahn-Linie im Stadtbahn-Einsatz, gelegentlich auch bei Straßenbahnen |
| Ehemalige Straßenbahnwagen |                      |                                                             |            |                   |                                                              |                              | |
| GT6                        | 1956–1965            | 2301–2320, 2401–2440, 2501–3520, 2601–2515, 2621–2623       | Hochflur   | Falttür           | Rollbandanzeigen                                             | –                            | alle Fahrzeuge wurden ausgemustert oder sind jetzt im Betrieb in Polen oder im Iran, einige sind heute als Museumsbahn unterwegs                                                                                             |
| GT8 (hier mit Beiwagen)    | 1956–1961, 1968/69   | 2310, 2351–2358, 2451–2458, 2552–2559, 2497–2499, 2651–2673 | Hochflur   | Falttür           | Rollbandanzeigen                                             | –                            | alle Fahrzeuge wurden ausgemustert oder sind jetzt im Betrieb in Polen oder im Iran, einige sind heute als Museumsbahn unterwegs, letzte Personenfahrt am 21. Mai 2012                                                       |
| GT8S                       | 1973–1974            | 3001–3065, 3101–3104                                        | Hochflur   | Falttür           | Rollbandanzeigen                                             | –                            | Typ Mannheim, 1981 Umbau aus GT8S 3001–3036 in GTSU, teilweise abgestellt, Wagen 3211 nach Brand im Betriebshof Duisburg-Grunewald am 16. Februar 1983 verschrottet, letzte Personenfahrt am 10. Juni 2011                   |

### NF6
1996 begann die Rheinbahn zu ihrem 100. Jubiläum, die Düsseldorfer Straßenbahn mit Niederflurfahrzeugen auszustatten. Als erstes Modell wurde der Wagentyp NF6 beschafft. Dieser wurde von Siemens und der Düwag produziert und ist die erste niederflurige Straßenbahn-Fahrzeugserie in Düsseldorf. Die Fahrzeuge haben eine Länge von 28,62 Metern und eine Wagenkastenbreite von 2,40 Metern. Im Fahrzeug finden 76+1 Fahrgäste auf Sitzen Platz sowie weitere 79 im Stehen. 1999 wurde das letzte der 48 Fahrzeuge fertiggestellt und 2000 in Betrieb genommen. Die NF6 tragen die Fahrzeugnummern 2101–2148.

### NF10
Auch der NF10 ist ein niederfluriger Fahrzeugtyp. 36 Exemplare wurden 2000–2002 in den Werken von Siemens und Düwag produziert. Mit 39,98 Metern ist es der längste Straßenbahnfahrzeugtyp in den Diensten der Rheinbahn. Hier finden 234 Fahrgäste Platz, die sich auf sieben Wagenteile verteilen. Die Höchstgeschwindigkeit von 65 km/h wird im Stadtbetrieb kaum erreicht. Eingesetzt werden die Fahrzeuge auf den Linien 701, 707 und 709. Im Volksmund wird der NF10 auch „Silberpfeil“ genannt. Die Fahrzeugnummern lauten 2001–2036.

### NF8
Der NF8 wurde 2003 in den Werken von Siemens und Kiepe produziert. Seinem Vorgängermodell NF10 gleicht dieser Wagentyp sowohl technisch als auch äußerlich. Der einzige Unterschied liegt in der Anzahl der Wagenteile: Statt aus sieben besteht er lediglich aus fünf Wagenteilen und wird daher auch „kleiner Silberpfeil“ genannt. Aus der kürzeren Ausführung resultierend hat der NF8 zwei Radpaare weniger als der NF10. Die Kapazität der Fahrzeuge liegt jeweils bei 56 Sitz- und 112 Stehplätzen. Die Fahrzeugnummern lauten 2201–2215.

### NF8U
Die Fahrzeuge des Typs NF8U wurden bei Siemens und Kiepe von 2006 bis 2007 und von 2010 bis 2012 eigens für die niederflurige U-Stadtbahnstrecke gebaut. Die 30,40 Meter langen und 2,40 Meter breiten Fahrzeuge haben eine Höchstgeschwindigkeit von 70 km/h. Bei einer Antriebsleistung von 400 Kilowatt wird dieses Tempo auch schnell im Stadtverkehr erreicht.
Der NF8U wird mit Bezug auf den NF10 auch als „Silberpfeil II“ bezeichnet. Es gibt 170 Plätze, davon 50+4 Sitzplätze. Die Fahrzeugnummern lauten 3301–3376.
Vor der Eröffnung der Wehrhahn-Linie waren die Fahrzeuge auf den Linien 703, 704, 706–709, 712, 713 und 715 unterwegs. Seitdem werden die NF8U nicht mehr der Straßenbahnflotte, sondern den Stadtbahnfahrzeugen zugeordnet. Trotzdem finden heute noch einige wenige ungeplante Fahrten statt. Auf den Stadtbahnlinien werden die NF8U üblicherweise in Doppeltraktion eingesetzt, auf Straßenbahnlinien jedoch stets einzeln.

## Betriebshöfe

### Betriebshof Heerdt

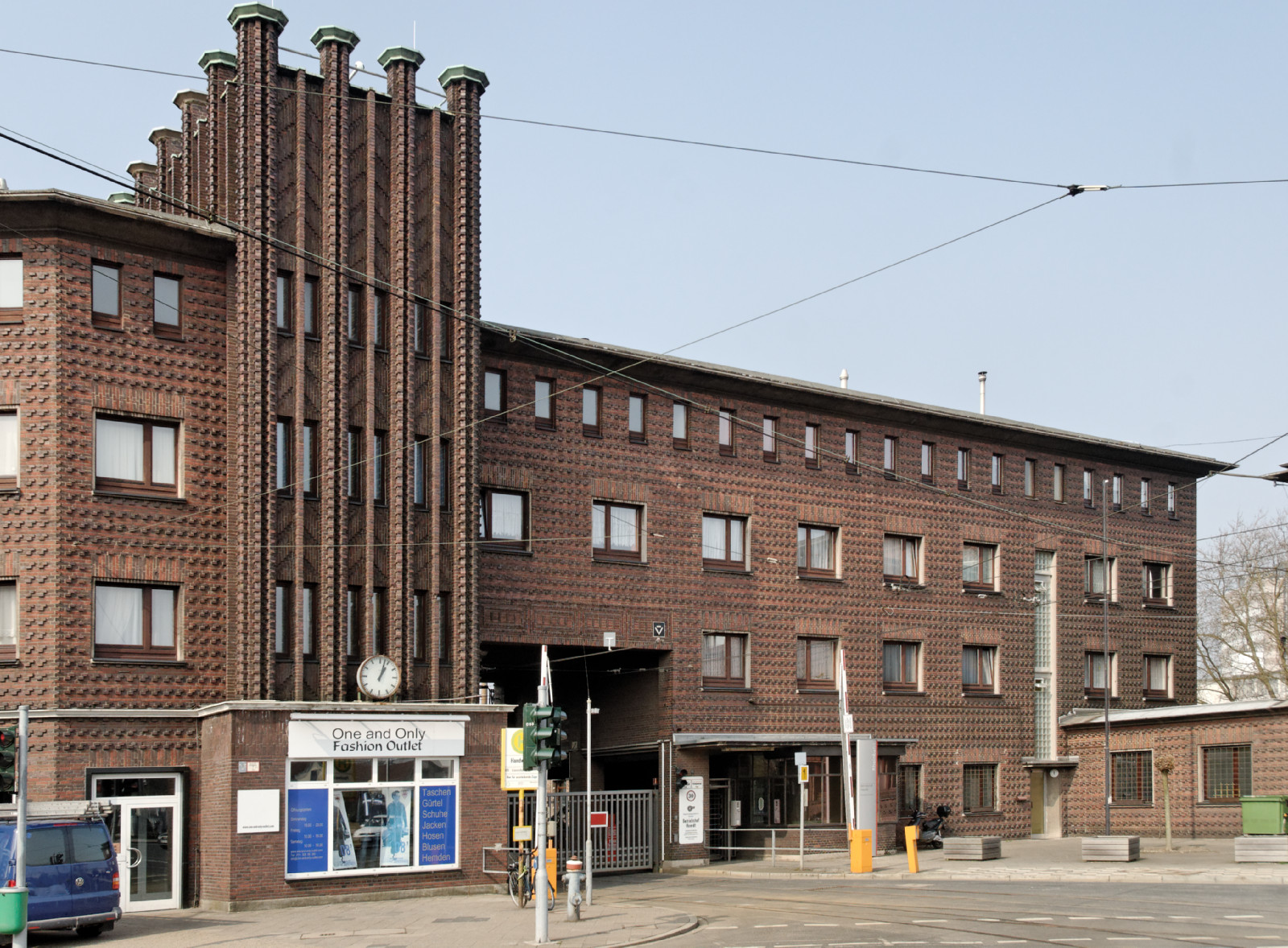
Betriebshof Heerdt

Der von 1928 bis 1929 errichtete Betriebshof entstand nach den Plänen des Düsseldorfer Architekten Eduard Lyonel Wehner und steht seit 1997 unter Denkmalschutz. Das im gleichnamigen Stadtteil am Handweiser gelegene Depot beherbergt – seit der ausschließlichen Bedienung der Strecke nach Neuss Hauptbahnhof mit Stadtbahnen – überwiegend Stadtbahntriebwagen der Typenreihen B80 und GT8SU. Daneben sind einzelne Straßenbahntriebwagen, die auf der Linie 709 zum Einsatz kommen, in Heerdt stationiert. Das Kennzeichen des Betriebshofs in den Fahrzeugumläufen ist „H“.

### Betriebshof Lierenfeld
Der Betriebshof Lierenfeld befindet sich an der Lierenfelder Straße und ist der neueste Betriebshof der Rheinbahn. Er hat die ehemaligen Betriebshöfe Derendorf und Wersten ersetzt und besitzt Ausfahrten zur Erkrather- und zur Karl-Geusen-Straße. Sein Kennzeichen in den Fahrzeugumläufen ist „LS“ (für Lierenfeld Schiene).

### Betriebshof Am Steinberg

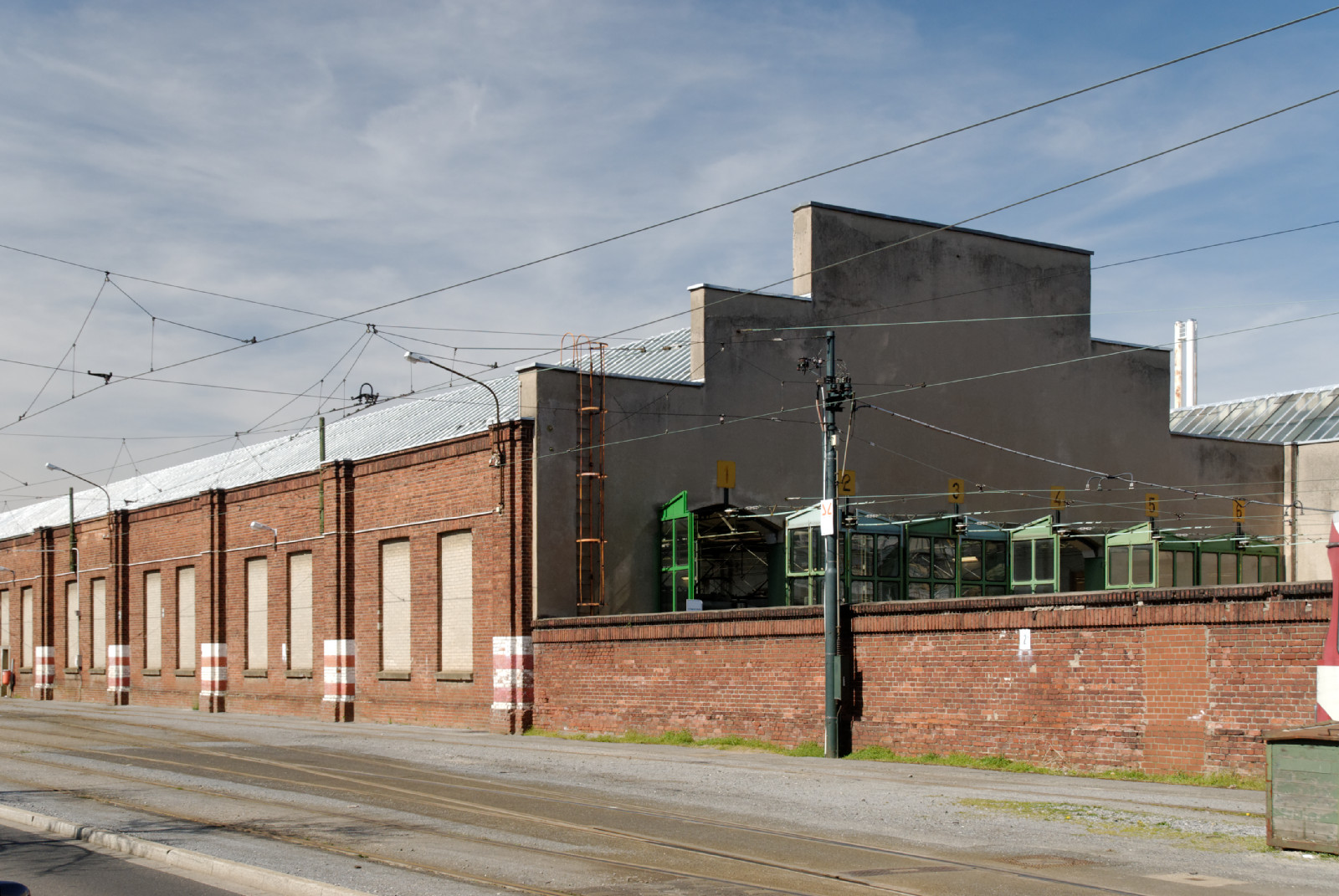
Historisches Straßenbahndepot „Am Steinberg“

Bis zum Fahrplanwechsel am 12. Juni 2011 war dieser der älteste sich noch in Betrieb befindliche Betriebshof. Bedingt durch das hohe Alter des Betriebshofs ist er für zweiachsige Triebwagen ausgelegt und nicht mehr für breitere Niederflurwagen der heutigen Zeit. Das führte dazu, dass nur die Gelenktriebwagen GT8/8S und die historische Flotte der Rheinbahn zusammen mit einigen NF6 im Betriebshof Am Steinberg beheimatet waren. Für Fahrzeuge der Typen NF8/10/8U waren nur wenige Gleise freigegeben, GT8SU durften aufgrund der verbreiterten Frontpartie nur in Gleis 8 einfahren – und das auch nur von der Ausfahrseite aus. Zwar fanden sich in den Gleisen des Betriebshof immer wieder Fahrzeuge der letztgenannten Typen, allerdings waren diese dort nicht beheimatet. Aufgrund dieser Einschränkungen verlor der Betriebshof mit der Abgabe der letzten DüWag-Gelenktriebwagen oder deren Überführung in den Oldtimerdienst seine Existenzberechtigung. Mit der Erweiterung des Betriebshofs Lierenfeld war genug Platz vorhanden, um nun den Betriebshof Am Steinberg zu schließen.
Am 19. Juni 2011 wurde der Betriebshof mit einem öffentlichen Fest verabschiedet. Über die zukünftige Nutzung wurde lange diskutiert. Im Gespräch waren unter anderem Ateliers für Künstler sowie ein Bürgerzentrum für den Stadtteil Bilk. Mit dem verkehrspolitischen Umschwenken von Düsseldorfs neuem Oberbürgermeister Thomas Geisel wurde die Diskussion um den Betriebshof in ein anderes Licht gerückt. Im August 2015 wurden die Verkaufsbemühungen der Rheinbahn AG abgebrochen. Durch geplante Netzerweiterungen, Taktverdichtungen sowie der Inbetriebnahme der Wehrhahnlinie sind in den verbliebenen Betriebshöfen Heerdt und Lierenfeld doch mehr Kapazitäten erforderlich. Diese wurden kurzfristig durch die Wiederinbetriebnahme der Werkstatthalle mit den Gleisen 1 bis 6 erbracht, wo jetzt seit dem 20. Dezember 2015 die Teile der Oldtimerflotte stationiert sind, die sich nicht mehr im regulären Betrieb befinden. Aktuell ist deshalb in Diskussion, weitere Teile des Betriebshofs zu reaktivieren, um den gesamten Oldtimerverkehr der Rheinbahn von hier aus abzuwickeln. Bei Sonderfahrten der Linie D wird zusätzlich, als Kennzeichnung des jeweiligen Kurses, ein „S“ verwendet.

### Betriebshof Derendorf
Bis 1992 existierte der Betriebshof Derendorf im Norden Düsseldorfs an der Münsterstraße in unmittelbarer Nähe des Mörsenbroicher Eis. Während des Zweiten Weltkriegs wurde der Betriebshof mitsamt allen dort abgestellten Wagen bei den Bombenangriffen der Alliierten 1945 fast komplett zerstört. Später wurde er in mehreren Jahren teilweise wieder aufgebaut.

### Betriebshof Erkrather Straße
Der Betriebshof Erkrather Straße war bis zu seiner Stilllegung Ende der 80er Jahre einer der wichtigsten Betriebshöfe in Düsseldorf. Aufgrund seiner nahen Lage zum Düsseldorfer Hauptbahnhof wurden hier immer wieder viele Fahrzeuge abgestellt, gerade von den am Hauptbahnhof endenden Linien und der Linie 707, die bis 1993 auf der Erkrather Straße fuhr. Da das Stadtbahnprogramm der Rheinbahn allerdings neue Hochflur-Stadtbahnwagen benötigte, war der Bau eines neuen Betriebshofs unvermeidbar. Heute befindet sich auf einem Großteil des ehemaligen Geländes das Tanzhaus NRW.

### Geplanter Betriebshof
In den ursprünglichen Stadtbahnplanungen der 1970er Jahre war ein neuer Betriebshof im Stadtteil Itter vorgesehen. Der Anschluss an diesen sollte über die Stammstrecken 1 und 3 erfolgen. Um die Planungen wurden in den 1990er Jahren wieder stärker diskutiert. Der Widerstand in der Bevölkerung führte allerdings zu einer verkleinerten Version, welche einige Jahre später präsentiert wurde. Dieses Projekt scheiterte letztlich an der Finanzierung. Zwischenzeitlich wurden auch andere Standorte für den absehbar größer werdenden Wagenpark der Stadtbahn diskutiert, dazu zählten die Standorte Holthausen und Bilk. Im letztgenannten Stadtteil befindet sich bereits der bestehende Betriebshof Am Steinberg. Hier sollte in direkter Nähe an einer Autobahnanschlussstelle das neue Depot errichtet werden. Auch eine Erweiterung des bestehenden Betriebshofes wurde zu diesem Zeitpunkt erwogen, jedoch führte der hohe finanzielle Aufwand bei gleichzeitig ausbleibender Förderung durch das Land NRW wieder zu einer kostengünstigeren Lösung. So wurde bis 2010 der Betriebshof Lierenfeld erweitert.

## Projekte

### Fertiggestellte Projekte

#### Anschluss Medienhafen
| \| \| \| weiter in Richtung Düsseldorf Hbf \| \| \| \| Wupperstraße \| \| \| \| Franziusstraße \| \| \| \| 706 weiter in Richtung D-Hamm \| \| \| \| Speditionstraße \| \| \| \| Medienhafen, Kesselstraße \| \| \| \| Wendeschleife Kesselstraße \| |  |                                   |                                   |
| U-Bahn-Strecke |  | weiter in Richtung Düsseldorf Hbf | weiter in Richtung Düsseldorf Hbf |
| U-Bahn-Haltepunkt / Haltestelle |  | Wupperstraße                      | Wupperstraße                      |
| U-Bahn-Haltepunkt / Haltestelle |  | Franziusstraße                    | Franziusstraße                    |
| U-Bahn-Abzweig geradeaus und nach links |  | 706 weiter in Richtung D-Hamm     | 706 weiter in Richtung D-Hamm     |
| U-Bahn-Haltepunkt / Haltestelle |  | Speditionstraße                   | Speditionstraße                   |
| U-Bahn-Haltepunkt / Haltestelle |  | Medienhafen, Kesselstraße         | Medienhafen, Kesselstraße         |
| |  | Wendeschleife Kesselstraße        |                                   |

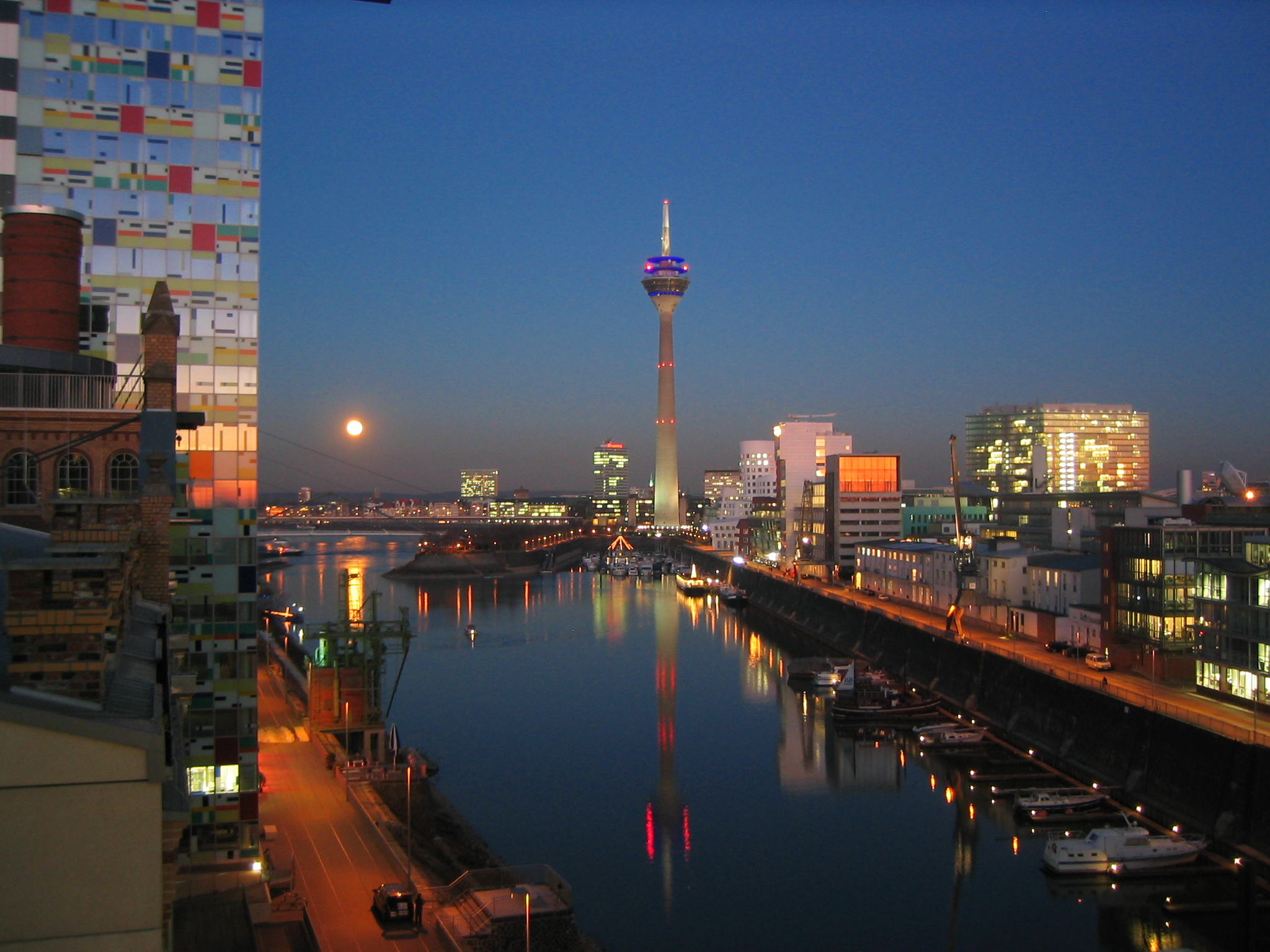
Medienhafen bei Nacht

Der Medienhafen sollte besser mit der Straßenbahn erreichbar werden. Es wurde über zwei verschiedene Varianten nachgedacht. Nachdem 2003 die Variante durch die Hammer Straße aufgrund von Anwohnerprotesten zurückgestellt wurde, sollte die Straßenbahn nun durch die Gladbacher Straße fahren. Zusätzlich wurde geplant, eine Straßenbahn vom Hauptbahnhof zum Medienhafen am Hafenbecken entlangzuführen. Diese Linie sollte mit Oldtimer-Wagen bedient werden und eine Touristenattraktion darstellen. Jedoch wurde diese Linie aufgrund von hohen Baukosten und Befürchtungen der Wirte am Hafenbecken wieder verworfen.
Im Oktober 2012 wurde endgültig mit dem Bau der Verlängerung begonnen. Die Neubaustrecke verläuft über die Franziusstraße und die Holzstraße in die Kesselstraße. Es entstanden die neuen barrierefreien Haltestellen Speditionstraße und Kesselstraße. Am Ende der Strecke schließt sich eine zweigleisige Wendeschleife an. Die Kosten beliefen sich auf 6,5 Millionen Euro.
Nach der Inbetriebnahme der Strecke am 8. Januar 2014 befuhr zunächst die Linie 719 im 20-Minuten-Takt die neue Strecke. Seit der Inbetriebnahme der Wehrhahn-Linie am 20. Februar 2016 und der Neustrukturierung des Liniennetzes fährt nun die Linie 707 im 10-Minuten-Takt auf dieser Strecke.
Im Nahverkehrsplan der Stadt Düsseldorf von 2017 wurde noch eine weitere mögliche Verlängerung der 707 zum S-Bahnhof Hamm vorgeschlagen. Diese könnte dann den Medienhafen per Straßenbahn mit der S-Bahn Rhein-Ruhr verbinden.

#### Anschluss Dome in Rath
| \| \| \| weiter in Richtung Schadowstraße \| \| \| \| D-Rath \| \| \| \| Wahlerstraße/JVA \| \| \| \| PSD Bank Dome \| \| \| \| DOME/Am Hülserhof \| \| \| \| Wendeschleife DOME/Am Hülserhof \| |  |                                  |                                  |
| U-Bahn-Strecke |  | weiter in Richtung Schadowstraße | weiter in Richtung Schadowstraße |
| U-Bahn-Bahnhof mit S-Bahn-Halt |  | D-Rath                           | D-Rath                           |
| U-Bahn-Haltepunkt / Haltestelle |  | Wahlerstraße/JVA                 | Wahlerstraße/JVA                 |
| U-Bahn-Haltepunkt / Haltestelle |  | PSD Bank Dome                    | PSD Bank Dome                    |
| U-Bahn-Haltepunkt / Haltestelle |  | DOME/Am Hülserhof                | DOME/Am Hülserhof                |
| |  | Wendeschleife DOME/Am Hülserhof  |                                  |

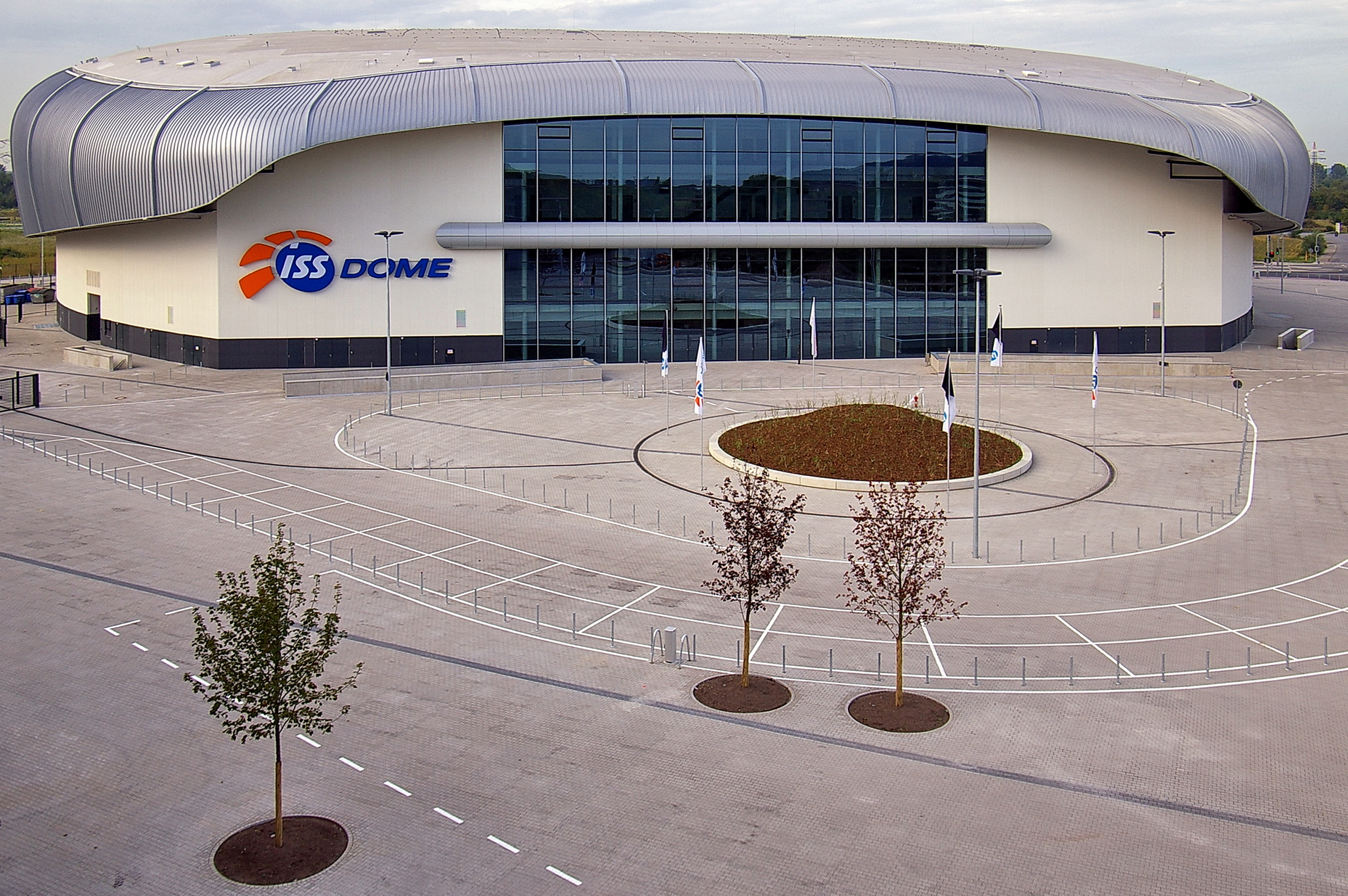
ISS Dome

Im Sommer 2006 wurde in Rath der PSD Bank Dome, bei Eröffnung ISS Dome, Multifunktionsarena und neue Heimspielstätte des Eishockeyclubs Düsseldorfer EG, errichtet. Die schon im Vorfeld geplante Anbindung an das Düsseldorfer Straßenbahnnetz durch eine Verlängerung der Linie 701 über die bisherige Endstelle Rath  hinaus, wurde am 7. Januar 2018 in Betrieb genommen.
Am 8. Februar 2013 erschien ein Bericht in der Rheinischen Post, dass die Stadt Düsseldorf nun nach mehrjährigen Verhandlungen das letzte Grundstück kaufen könne, um die Linie 701 endgültig vom Rather S-Bahnhof zur Veranstaltungshalle zu verlängern. Der Bau dieses Streckenabschnitts solle voraussichtlich rund ein Jahr dauern. Die Planung für die Verlängerung gebe es bereits. Der Mittelstreifen der Theodorstraße sei für den Bau der neuen Gleise bereits vorbereitet. Bis zur Fertigstellung der Verlängerung müssten die Besucher des Dome noch mit Bussen vom Rather oder Unterrather S-Bahnhof zur Halle fahren. Neben der Anbindung des Dome sei es auch wichtig, dass die Mitarbeiter der Unternehmen, die an der Theodorstraße ansässig seien, möglichst schnell per Straßenbahn zu ihrem Arbeitsplatz kämen. Auch die Verantwortlichen der Düsseldorfer EG unterstützen laut dem Bericht die neue Verlängerung zur Multifunktionsarena.
In einem weiteren Artikel der Rheinischen Post am 28. März 2013 stellte der damalige Verkehrsdezernent Stephan Keller auch den Zeitplan nach dem Kauf des letzten Grundstückes vor: Bis die Baugenehmigung der Bezirksregierung vorläge, könne es bis zu sechs Monate dauern. Die anschließende europaweite Ausschreibung des 28 Millionen Euro teuren Bauvorhabens erfordere ebenfalls bis zu sechs Monate. „Wir streben an, dass die 701 ab 2015 endlich bis zur Theodorstraße fahren kann.“ Dieser Termin sei besonders wichtig, da dann auch die Wehrhahn-Linie fertiggestellt werden soll. Er konnte aber ebenfalls nicht eingehalten werden. Stattdessen wurde nun der Bau von Juni 2016 bis Dezember 2017 terminiert. Am Montag, den 29. Februar 2016 wurden die politischen Weichen für einen Straßenbahnanschluss gestellt. Der Finanzausschuss gab die nötigen Mittel für die Verlängerung der Linie 701 frei. Der erste Spatenstich für das 30-Millionen-Projekt erfolgte am 29. September 2016 im Beisein von Oberbürgermeister Thomas Geisel. Der Bau wurde im Dezember 2017 fertiggestellt. Ab dem 17. Dezember 2017 führte die Rheinbahn Testfahrten durch. Am 7. Januar 2018 wurde auf der Strecke der Betrieb aufgenommen.
Laut Nahverkehrsplan Düsseldorf war auch vorgesehen, die Straßenbahnlinie 707 vom S-Bahnhof Unterrath zum PSD Bank Dome zu verlängern, sodass die Multifunktionsarena auch im Straßenbahnnetz an die Eisenbahnstrecke Köln–Duisburg angebunden würde. Dieses Vorhaben wurde jedoch aufgrund hoher Kosten durch den Bau zweier neuer Brücken (eine über die Eisenbahn im Bereich des Bahnhofs Unterrath und die andere im Bereich der Anschlussstelle Düsseldorf-Rath) sowie anderer städtebaulicher Schwierigkeiten abgelehnt. Was auch abgelehnt wurde, war die Verlängerung der Linie 701 von der Multifunktionsarena zum Flughafenbahnhof.

### Geplante Projekte
Für die nähere Zukunft werden zurzeit mehrere Ausbauplanungen diskutiert. In Teilen sind diese auch im aktuellen Nahverkehrsplan von 2017 niedergeschrieben.

#### Anschluss Universität
Ursprünglich war geplant, die Linie 706 von ihrem bisherigen Endpunkt „Am Steinberg“ über die Himmelgeister Straße bis Universität West zu verlängern, was die ÖPNV-Erreichbarkeit dieser bisher in erster Linie für den Autoverkehr gut erschlossenen „Campus-Universität“ noch einmal deutlich verbessern würde.
Die Stichstrecke vom Südpark zur Universität West wurde mittlerweile der U79 zugeschrieben, da ein von der Rheinbahn beauftragtes Planfeststellungsverfahren ein positives Kosten-/Nutzen-Verhältnis ergab.

#### Anschluss Ratingen West
| \| \| \| weiter in Richtung Düsseldorf-Rath S \| \| \| \| DOME/Am Hülserhof \| \| \| \| Wendeschleife DOME/Am Hülserhof \| \| \| \| Gothaer Straße \| \| \| \| Brandenburger Straße \| \| \| \| Dieselstraße \| \| \| \| Breslauer Straße \| \| \| \| Eissporthalle \| \| \| \| Ratingen West \| \| \| \| Wendeschleife Ratingen West \| |  |                                      |                                      |
| U-Bahn-Strecke |  | weiter in Richtung Düsseldorf-Rath S | weiter in Richtung Düsseldorf-Rath S |
| U-Bahn-Haltepunkt / Haltestelle |  | DOME/Am Hülserhof                    | DOME/Am Hülserhof                    |
| |  | Wendeschleife DOME/Am Hülserhof      |                                      |
| U-Bahn-Haltepunkt / Haltestelle (Strecke außer Betrieb) |  | Gothaer Straße                       | Gothaer Straße                       |
| U-Bahn-Haltepunkt / Haltestelle (Strecke außer Betrieb) |  | Brandenburger Straße                 | Brandenburger Straße                 |
| U-Bahn-Haltepunkt / Haltestelle (Strecke außer Betrieb) |  | Dieselstraße                         | Dieselstraße                         |
| U-Bahn-Haltepunkt / Haltestelle (Strecke außer Betrieb) |  | Breslauer Straße                     | Breslauer Straße                     |
| U-Bahn-Haltepunkt / Haltestelle (Strecke außer Betrieb) |  | Eissporthalle                        | Eissporthalle                        |
| U-Bahn-Haltepunkt / Haltestelle (Strecke außer Betrieb) |  | Ratingen West                        | Ratingen West                        |
| |  | Wendeschleife Ratingen West          |                                      |

Darüber hinaus ist vorgesehen, die Straßenbahnlinie 701 in einer zweiten Ausbauphase von der Endstelle DOME/Am Hülserhof nach Ratingen-West zu verlängern. Ratingen-West ist ein von dichter Bebauung geprägter Stadtteil Ratingens, der verkehrlich stark auf Düsseldorf ausgerichtet ist. Dessen Verbindung nach Düsseldorf wird durch eine Verlängerung der 701 noch einmal gut ausgebaut. Im aktuellen Entwurf des Düsseldorfer Nahverkehrsplans wurde diese Maßnahme allerdings als „langfristig“ mit einem Realisierungshorizont nach dem Jahr 2030 eingestuft.

#### Anschluss Fachhochschule
Von Bündnis 90/Die Grünen wurde vorgeschlagen, die Linie 708 zum Campus der Fachhochschule Düsseldorf zu verlängern. Sie soll vom jetzigen Endpunkt in Düsseltal u. A. durch die Münsterstraße zur Merziger Straße verlängert werden, wo die Endhaltestelle ausgebaut werden würde. Die Stadtverwaltung hält diese Verlängerung mit Kosten von 1,4 Millionen Euro für zu teuer, während SPD und Linke neben den Grünen auch mit der Strecke sympathisieren. Die Parteien haben vor, die Verlängerung im Stadtrat durchzusetzen.
Der Hintergrund der Verlängerung ist die geplante Stilllegung der Linie, als deren Ersatz auf der Strecke die neue Stadtbahn U71 fahren soll: Da die Anwohner des Stadtteils Düsseltal dagegen Sturm gelaufen sind, hat die „Ampelkoalition“ vor, die 708 zumindest zu erhalten; um für die Linie aber zusätzlichen Verkehrswert und einen attraktiveren ÖPNV zu erreichen, müsse die 708 jedoch laut den Grünen verlängert werden. Zunächst haben jene Parteien jedoch vor, einen Probelauf der Linie bis zum Polizeipräsidium zu starten.
Aus dem Entwurf des Nahverkehrsplans 2017 resultierte ein Prüfauftrag zur Verlängerung der Straßenbahnlinie 708 von der Heinrichstraße bis zum Spichernplatz. Dieser soll jedoch nicht weiterverfolgt werden, da die verkehrliche Bewertung ergeben hat, dass kein systemtypisches Nachfrageniveau erreicht wird und zurzeit keine weiteren Optimierungsmöglichkeiten gesehen werden.

#### Verlängerung Straßenbahnlinie 701 Vennhauser Allee – D-Reisholz S bzw. D-Gerresheim S
| \| \| \| weiter in Richtung Düsseldorf-Eller Mitte S \| \| \| \| Vennhauser Allee \| \| \| \| Wendeschleife Vennhauser Allee \| \| \| \| D-Eller \| \| \| \| Am Ellerforst \| \| \| \| Siedlung Freiheit \| \| \| \| Rothenbergstraße \| \| \| \| D-Gerresheim S \| \| \| \| Wendeschleife Gerresheim S \| |  |                                             |                                             |
| U-Bahn-Strecke |  | weiter in Richtung Düsseldorf-Eller Mitte S | weiter in Richtung Düsseldorf-Eller Mitte S |
| U-Bahn-Haltepunkt / Haltestelle |  | Vennhauser Allee                            | Vennhauser Allee                            |
| |  | Wendeschleife Vennhauser Allee              |                                             |
| U-Bahn-Haltepunkt / Haltestelle (Strecke außer Betrieb) |  | D-Eller                                     | D-Eller                                     |
| U-Bahn-Haltepunkt / Haltestelle (Strecke außer Betrieb) |  | Am Ellerforst                               | Am Ellerforst                               |
| U-Bahn-Haltepunkt / Haltestelle (Strecke außer Betrieb) |  | Siedlung Freiheit                           | Siedlung Freiheit                           |
| U-Bahn-Haltepunkt / Haltestelle (Strecke außer Betrieb) |  | Rothenbergstraße                            | Rothenbergstraße                            |
| U-Bahn-Haltepunkt / Haltestelle (Strecke außer Betrieb) |  | D-Gerresheim S                              | D-Gerresheim S                              |
| |  | Wendeschleife Gerresheim S                  |                                             |

Auch für diese Maßnahme resultierte ein Prüfauftrag aus dem Entwurf des Nahverkehrplans 2017. Geprüft werden sollte die Verlängerung der Straßenbahnlinie 701 über den derzeitigen Endpunkt Vennhauser Allee in Düsseldorf-Eller hinaus bis nach Düsseldorf-Reisholz S. Auch dies soll jedoch derzeit nicht weiterverfolgt werden. Stattdessen wird eine Verlängerung über die Vennhauser Allee bis Düsseldorf-Gerresheim S geprüft. Ursprünglich war auf dieser Strecke eine Verlängerung der Stadtbahnlinie U 75 in Erwägung gezogen worden. Die bisherige Prüfung hat aber ergeben, dass die gewonnene Kapazität den Bedarf übersteigt und eine Straßenbahnverbindung – wenn überhaupt notwendig – ausreichend ist.

## Museumsstraßenbahnen
Seit dem 17. September 2023 verkehrt fast jeden Sonntag in Düsseldorf stündlich die Linie 714 als Museumsstraßenbahn durch die Stadt. Eingeführt wurde sie von der Arbeitsgemeinschaft historischer Nahverkehr Düsseldorf („Linie D“), die diese Linie vom historischen Betriebshof Am Steinberg in Düsseldorf-Bilk aus betreibt. Von dort aus fährt sie über den Karolingerplatz, die Berliner Allee, Düsseldorf-Zoo, den Düsseldorfer Hauptbahnhof, wieder zum Karolingerplatz und endet schließlich dort, wo sie zuvor gestartet ist. Auf der ganzen Strecke herrscht kein VRR-Tarif, denn die Bahnen fahren kostenlos.
Trotz der Linienbezeichnung 714 ähnelt diese Linie kaum der in den 1980er Jahren betriebenen Straßenbahnlinie 714, die vom S-Bahnhof Rath über den damaligen Jan-Wellem-Platz zum Steinberg fuhr. Der Name wurde wohl deshalb gewählt, da für diese Straßenbahn genau dieselben historischen DÜWAG-Modelle verwendet werden, wie noch vor fünfzig Jahren.
Neben der Linie 714 verkehren vom Betriebshof Am Steinberg aus auch die sogenannten Partybahnen, die unter der Regie der Linie D nach Bekanntgabe quer durch Düsseldorf fahren. Diese unterscheiden sich allerdings dadurch, dass man für diese bezahlen muss.

## Trivia
Düsseldorf war einer der wenigen deutschen Straßenbahnbetriebe, der für kurzgeführte Fahrten beziehungsweise E-Wagen früher gestrichene Liniennummern verwendete.